# 斯匹次卑尔根山脉

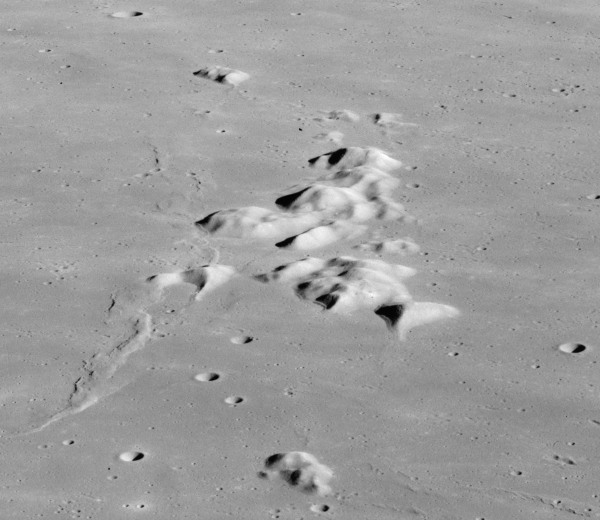
阿波罗15号拍摄的斜视图,面朝北

斯匹次卑尔根山脉(拉丁语为Spitzbergen Mountains) 是月球雨海东部的一列单独的山脉，位于一座正对着醒目的阿基米德陨石坑北面的月坑附近。
该山脉中心点的月面座标为北纬35.0°、西经5.0°，坐落在直径60公里的范围之内。山势呈南北走向，最大宽度约25公里。斯匹次卑尔根山脉是由众多被熔岩掩没的月谷所分隔开的山丘组成。很有可能是一座已掩埋在岩浆流下面的撞击陨石坑所幸存下来的边缘和内侧环，据推测该陨石坑可能形成于31-38亿年前的晚雨海世。
由于它们类似斯匹次卑尔根群岛上嵯峨的陆地山脉，因而被英国天文学家玛莉·阿德拉·布莱格（Mary Adela Blagg）命名为斯匹次卑尔根山脉，1961年被国际天文联合会批准采纳。

## 卫星陨石坑
按惯例，月图上最靠近斯匹次卑尔根山脉的卫星坑，将通过在陨坑中心点旁放置一字母而标示出来。
| 斯匹次卑尔根 | 纬度     | 经度    | 直径      |
| ------------ | -------- | ------- | --------- |
| A            | 32.71° N | 7.1° W  | 6.13 公里 |
| C            | 32.88° N | 8.81° W | 6.27 公里 |
| D            | 33.3° N  | 8.76° W | 3.18 公里 |